# Кемстач, Леон Ильич
Лео́н Ильи́ч Ке́мстач (род. 1 августа 2008, Санкт-Петербург) — российский актёр кино и телевидения, певец. Известен благодаря главной роли в сериале «Слово пацана. Кровь на асфальте», за которую получил премию телеканала FashionTV — «Fashion New Year Awards 2023» в номинации «Актёрский прорыв года».

## Биография
Леон Кемстач родился 1 августа 2008 года в Санкт-Петербурге. Его мать — Лаура Кемстач, предпринимательница, владеющая фитнес-студией и медицинским центром в Санкт-Петербурге, жена актёра и режиссёра Антона Богданова. Об отце неизвестно ничего, кроме имени и наличия шотландских корней. Леон учился в частных школах Петербурга и Москвы. С раннего детства он изучал английский язык, в школе начал изучать китайский, немецкий и французский языки. В 2019—2020 учебном году стал призёром школьного этапа Всероссийской олимпиады по французскому языку, позже стал учащимся Repton School Dubai.
В 2021 году Кемстач дебютировал в кино — в фильме «Нормальный только я», который режиссировал Богданов. В 2023 году вышел сериал «Слово пацана. Кровь на асфальте», в котором Кемстач сыграл главную роль — школьника Андрея, вступившего в криминальную группировку. Известно, что на время съёмок актёр перешёл на «систему семейного образования».
Из-за экстраординарной популярности «Слова пацана» Кемстач почти мгновенно прославился. Рецензенты высоко оценили его работу. Обозреватель «Кинопоиска» Василий Корецкий посчитал Кемстача одним из двух главных открытий сериала наряду с Рузилем Минекаевым. С ним согласен и Антон Долин, подтвердивший, что «открытые сериалом актёры — особенно Леон Кемстач (Андрей „Пальто“) и Рузиль Минекаев (Марат) — работают блестяще». Елена Зархина в своей рецензии назвала Леона «удивительным молодым актёром». Сергей Ефимов в обзоре для «Комсомольской правды» отметил, что Кемстач «настолько органичен даже вне реплик, что легко считываешь всю эмоциональную шкалу его персонажа». Святослав Иванов в материале для Forbes пишет, что актёр играет «органично, без перегибов». Жора Крыжовников, режиссёр «Слова пацана», свои впечатления от работы с Кемстачом сформулировал так: «Леон — крутой. И уже профессионал, потому что трудяга, характер, пацан».
29 декабря 2023 года Кемстач выпустил кавер на песню Александра Серова «Как быть», которую в одной из серий «Слова пацана» исполнял его герой. 4 декабря 2024 года вышел дебютный музыкальный альбом Кемстача «Дневник любви».

## Фильмография
| Год  |   | Название                        | Роль                                                   |
| ---- | - | ------------------------------- | ------------------------------------------------------ |
| 2021 | ф | Нормальный только я             | пацан у ворот                                          |
| 2023 | с | Слово пацана. Кровь на асфальте | Андрей (Пальто) Васильев, член группировки «Универсам» |
| 2025 | ф | Иван Семенов. Первый поцелуй    | Олег Lego                                              |

## Дискография
- 2024 — «Дневник любви» (альбом)

## Награды и номинации
- 2023 — Премия телеканала FashionTV «Fashion New Year Awards 2023» в номинации «Актёрский прорыв года»[17][18].
- 2024 — номинант XI премии АПКиТ в номинации «Лучший актёр сериала»[19]
- 2024 — премия «PERSONO» в номинации «Открытие года»[20]
- 2024 — номинант XIII русской музыкальной премии телеканала RU.TV в номинации «Лучший кавер/ремейк года»[21]